# Lake Malawi (band)
Lake Malawi er et tjekkisk indie-popband fra Třinec dannet i 2013. Bandet består af forsanger, guitarist og keyboardspiller Albert Černý, bassist og keyboardspiller Jeroným Šubrt og trommeslageren Antonín Hrabal. Bandet blev dannet af Černý efter opløsningen af hans tidligere band Charlie Straight. Deres debutEP We Are Making Love Again blev udgivet i 2015, efterfulgt af deres debutstudiealbum Surrounded by Light i 2017. De skal repræsentere Tjekkiet i Eurovision Song Contest 2019 med sangen, "Friend of a Friend".